# Péchy Mihály

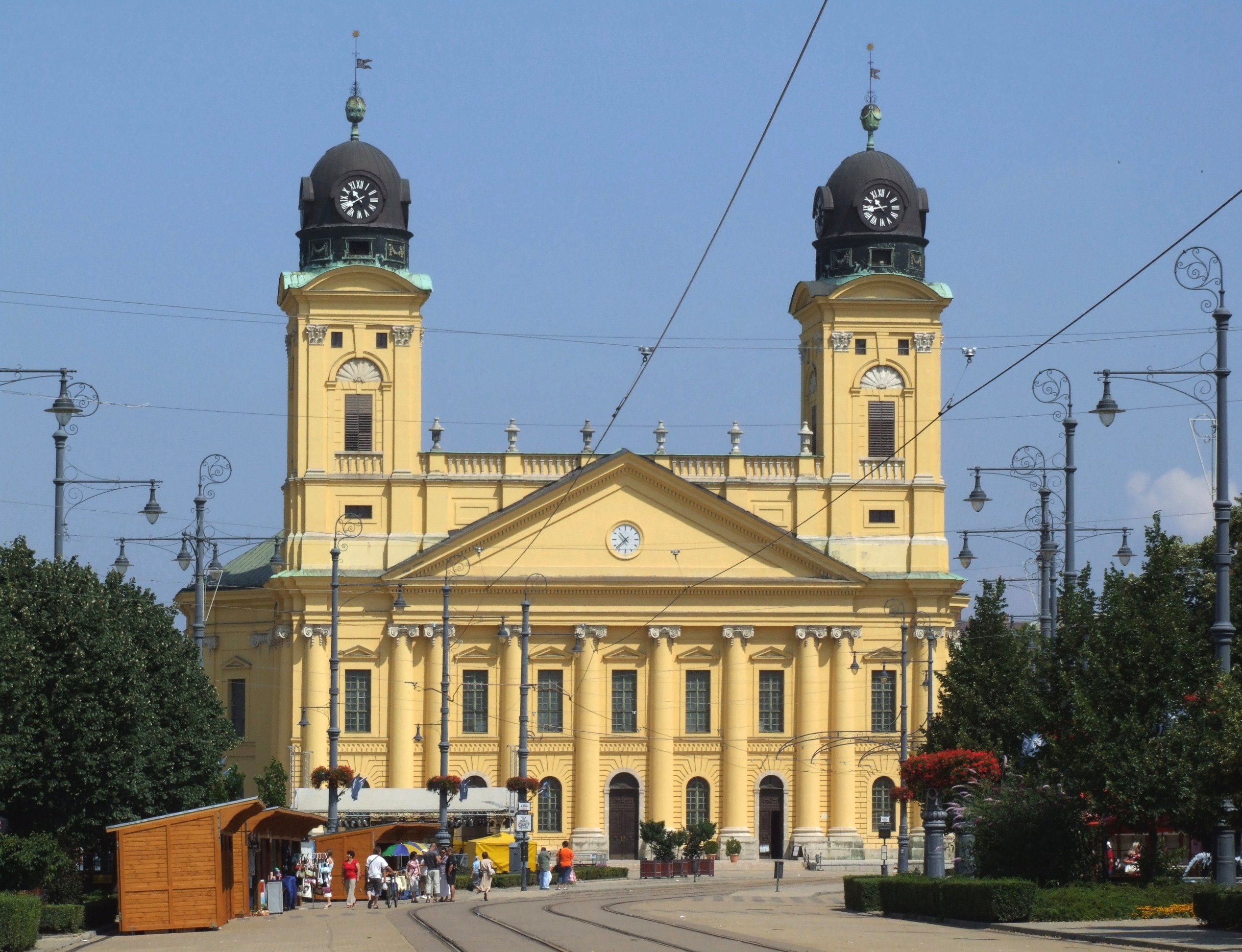
A Debreceni Református Nagytemplom

Péchy Mihály (Álmosd, 1755 – Fejérszék, 1819. február 19.) építész, mérnökkari tábornok. A bécsi mérnökakadémiát végezte el, majd különböző hadmérnöki beosztásokban szolgált. 1809-ben Győr védelmét vezeti. Korai építészeti műveire a klasszicizmusba hajló késő barokk a jellemző. Fő művei, a Debreceni Református Nagytemplom (1805–1821) és a Debreceni Református Kollégium (1804–1818) már a magyar klasszicizmus kiemelkedő alkotásai.

## Élete

### Születése, tanulmányai
1755-ben Álmosdon született, mint péchujfalusi Péchy László és magyarnagysombori Sombory Erzsébet gyermeke. 1770-ben iratkozott be a debreceni református kollégiumba bejáró diákként. Tanulmányai végeztével 1776. április 2-től 1779. január 22-ig a Genie Korpsban, a bécsi K. K. Ingenieur Akadémia im Theresianum (bécsi katonai mérnök-akadémia) tagjaként önköltségen tanult, s emellett látogatta a bécsi képzőművészeti akadémiát is, ahova 1776. február 26-án iratkozott be. A katonai mérnök-akadémián 1779-ben hadapródként végezett.

### Katonai és építészi pályafutása
- 1788-ban mint mérnökkari főhadnagy részt vesz a törökök elleni harcokban.
- Az 1790-es években a franciák (Napóleon) ellen harcol, hol hadifogságba esik: Kazinczy László 1794. szeptember 8-án Kazinczy Ferencnek küldött levelében a „burkus" háború eseményeinek leírása mellett arról küld értesítést, „Hogy szegény Péchy Mihály a Francziáknál fogva van, azt tudjátok."[1]
- 1801-ben – Nagyszebenben állomásozva – Debrecen városától megbízást kap református kollégium újjáépítési terveinek kidolgozására, majd 1802-ben – úgy a kollégium, mint a Szent András templom teljes leégése után – az új "Nagytemplom" terveinek elkészítésére. Míg a kollégium nagyrészt tervei szerint épül meg (újdonságnak számító klasszicista stílusban), addig a Nagytemplom terveinek igen hányatott a sorsa; pénz és megfelelő építőmester hiányában többször áttervezésre késztetik, végül a templomot a Péchy Mihály terveit is felhasználó Thaler József kamarai építész tervei alapján építették fel.
- 1809-ben a Győri vár parancsnoka, s a vesztes győri csata után – kapott parancsa értelmében – feladata volt a várat legalább 7-8 napon át tartani, egy felmentő sereg reményében. Az ostrom 1809. június 14-én kezdődött. A kis létszámú (1832 fő) védősereg hősien kitartott, s csak június 22-én – miután az éjszakai támadás során az élelmiszerkészletek nagy része megsemmisült – döntöttek úgy, hogy a várat – amennyiben addig nem érkezik felmentő sereg – június 24-én délután 4 órakor tisztességes feltételek mellett feladják[2]. A kapitulációval Péchy Mihály francia hadifogságba esik, de szeptember 8-án — becsületszóra — fogolycsere útján kiszabadul[1].
- 1810-ben ezredes
- 1813-ban tábornok
- 1815. június 2-án nyugdíjba vonul.

### Utolsó évei
Nyugdíjba vonulása után 1819. február 19-én bekövetkezett haláláig fejérszéki birtokán él. Felesége nem volt, gyermeket nem hagyott hátra maga után. A Szilágy megyei Monó községben, a családi sírboltba temették el.

## Emlékezete
- Debrecenben szakközépiskolát neveztek el róla (Péchy Mihály Építőipari Szakközépiskola).